# Majboor (1974)
Majboor (Hindi मजबूर, übersetzt: Pflicht) ist ein erfolgreicher Bollywoodfilm mit Superstar Amitabh Bachchan in einer seiner frühen Rollen.

## Handlung
Ravi Khanna lebt glücklich und zufrieden mit seiner Mutter, seinem Bruder und seiner gehbehinderten Schwester zusammen. Bis er eines Tages die schreckliche Nachricht bekommt: Ravi hat einen Hirntumor und nur noch 6 Monate zu leben. Nun weiß Ravi nicht wie seine Familie ohne ihn auskommen soll. In der Zeitung liest er zufällig, dass der reiche Narendra 500.000 Rupien Belohnung für die Ergreifung des Mörders seines Bruders aussetzt.
So schmiedet Ravi einen Plan: Er kassiert die Belohnung via seinen Anwalt und nennt sich danach als Mörder. Für Ravi bedeutet dies die Todesstrafe, doch dies nimmt er in Kauf, da er sowieso nicht so lange zu leben hat und seine Familie versorgt ist.
Doch dann geschieht ein Wunder. Nach einem Zusammenbruch im Knast, wird Ravi im Krankenhaus operiert und der Tumor wird erfolgreich entfernt. Leider steht für Ravi eine Neuverhandlung außer Frage, es sei denn, er findet den echten Mörder. Er bricht aus dem Krankenhaus aus und macht sich mit Hilfe des Diebes Michael auf die Suche nach dem wahren Mörder.
Nach einigen Turbulenzen wird die Identität des wahren Mörders aufgedeckt und Ravi ist ein freier Mann.

## Musik
| Songtitel            | Sänger/in                  |
| -------------------- | -------------------------- |
| Aadmi Joh Kehta Hai  | Kishore Kumar              |
| Dekh Sakta Hoon Mein | Kishore Kumar              |
| Dekh Sakta Hoon Mein | Lata Mangeshkar            |
| Roote Rab Ko Manana  | Mohammad Rafi, Asha Bhosle |
| Daru Ki Botol Mein   | Kishore Kumar              |

## Auszeichnungen
Filmfare Award 1976 Nominierungen
- Filmfare Award/Beste Nebendarstellerin an Farida Jalal
- Filmfare Award/Bester Nebendarsteller an Pran

## Kritik
Ein weiteres Juwel in Amitabh Bachchans Krone als unsterblicher Schauspieler Indiens.(von molodezhnaja.ch)